# Trogsta
Trogsta is een plaats in de gemeente Hudiksvall in het landschap Hälsingland en de provincie Gävleborgs län in Zweden. De plaats heeft 97 inwoners (2005) en een oppervlakte van 30 hectare.